# Philip Gourevitch
Philip Gourevitch (Filadélfia, 1961) é um jornalista e escritor estadunidense, colaborador da The New Yorker e ex-editor da The Paris Review. Seu livro mais recente é Procedimento Operacional Padrão (2008), sobre a Prisão de Abu Ghraib quando sob ocupação dos Estados Unidos. Ele se tornou conhecido pelo primeiro livro, Gostaríamos de Informá-lo que Amanhã Seremos Mortos Com Nossas Famílias (1998), que conta a história do Genocídio em Ruanda de 1994.
Philip se interessou pela Ruanda em 1994, conforme acompanhava notícias do genocídio. Frustrado por não entender o que acontecia lá de longe, começou a visitar o país em 1995, realizando um total de nove viagens pelos dois anos seguintes, tanto a Ruanda quanto a países vizinhos (Zaire (atual República Democrática do Congo), Burundi, Uganda, Tanzânia) para relatar o genocídio e suas consequências.
Seu livro Gostaríamos de Informá-lo que Amanhã Seremos Mortos Com Nossas Famílias foi publicado em 1998, e venceu o National Book Critics Circle Award, o George Polk Book Award, o Los Angeles Times Book Award, o Cornelius Ryan Award da Overseas Press Club, o Helen Bernstein Award da New York Public Library, a PEN/Martha Albrand Award for First Nonfiction e, na Inglaterra, o The Guardian First Book Award. O africanista René Lemarchand afirmou que o fato da "história de Ruanda ser conhecida hoje nos Estados Unidos se deve muito ao trabalho de Philip Gourevitch e Alison Des Forges. Ele foi descrito pelo jornal britânico The Observer como "o principal escritor do mundo sobre a Ruanda".

### Livros
- Gourevitch, Philip (1998). Gostaríamos de Informá-lo que Amanhã Seremos Mortos Com Nossas Famílias. [S.l.]: Farrar, Straus and Giroux
- Gourevitch, Philip; Morris, Errol (2008). Standard Operating Procedure. [S.l.]: Penguin Press[4]

### Artigos e reportagens
- Gourevitch, Philip (19 de novembro de 2012). «Higher powers». The Talk of the Town. Aftermath Dept. The New Yorker. 88 (36). 32 páginas. Consultado em 24 de dezembro de 2014
- — (3 de dezembro de 2012). «Bear». Gut Course. The New Yorker. 88 (38): 92–93. Consultado em 24 de dezembro de 2014
- — (December 16, 2013). "Nelson Mandela". Postscript, The New Yorker.
- — (April 21, 2014). "Remembering in Rwanda". Comment, The New Yorker.
- — (January 8, 2015). "The Pen Vs. the Gun". The New Yorker.
- — (4 de maio de 2015). «Search and Rescue». The Talk of the Town. Comment. The New Yorker. 91 (11): 17-18. Consultado em 29 de junho de 2015